# 1959 у хокеї з шайбою
Нижче наведені хокейні події 1959 року у всьому світі.

## Головні події
На чемпіонаті світу в Чехословаччині золоті нагороди здобула збірна Канади («Бельвіль Мак-Фарландс»).
У фіналі кубка Стенлі «Монреаль Канадієнс» переміг «Торонто Мейпл-Ліфс».

## Національні чемпіони
- Австрія: «Інсбрук»
- Болгарія: «Червено знаме» (Софія)

- Італія: «Кортіна» (Кортіна-д'Ампеццо)
- НДР: «Динамо» (Вайсвассер)
- Норвегія: «Гамлеб'єн»
- Польща: «Легія» (Варшава)
- Румунія: «Стяуа» (Бухарест)
- СРСР: ЦСК МО (Москва)
- Угорщина: «Вереш Метеор» (Будапешт)
- Фінляндія: «Таппара» (Тампере)
- Франція: «Шамоні» (Шамоні-Мон-Блан)
- ФРН: «Фюссен»
- Чехословаччина: СОНП (Кладно)
- Швейцарія: «Берн»
- Швеція: «Юргорден» (Стокгольм)
- Югославія: «Акроні» (Єсеніце)

## Переможці міжнародних турнірів
- Кубок Шпенглера: «Булонь-Біянкур» (Франція)
- Кубок Ахерна: «Вемблі Лайонс» (Велика Британія)
- Кубок Татр: «Спартак Соколово» (Прага, Чехословаччина)

## Засновані клуби
- «Локомотив» (Ярославль, СРСР)
- «Южний Урал» (Орськ, СРСР)

## Народились
- 18 травня — Джей Веллс, канадський хокеїст
- 6 липня — Мікаель Андерссон, шведський хокеїст. Чемпіон світу.
- 5 серпня — Антон Штястний, чехословацький хокеїст.
- 21 серпня — Їржі Лала, чехословацький хокеїст. Чемпіон світу.
- 29 листопада — Ніл Бротен, американський хокеїст. Олімпійський чемпіон.
- 30 листопада — Яромір Шиндел, чехословацький хокеїст. Чемпіон світу.